# Arca de Água de Mijavelhas

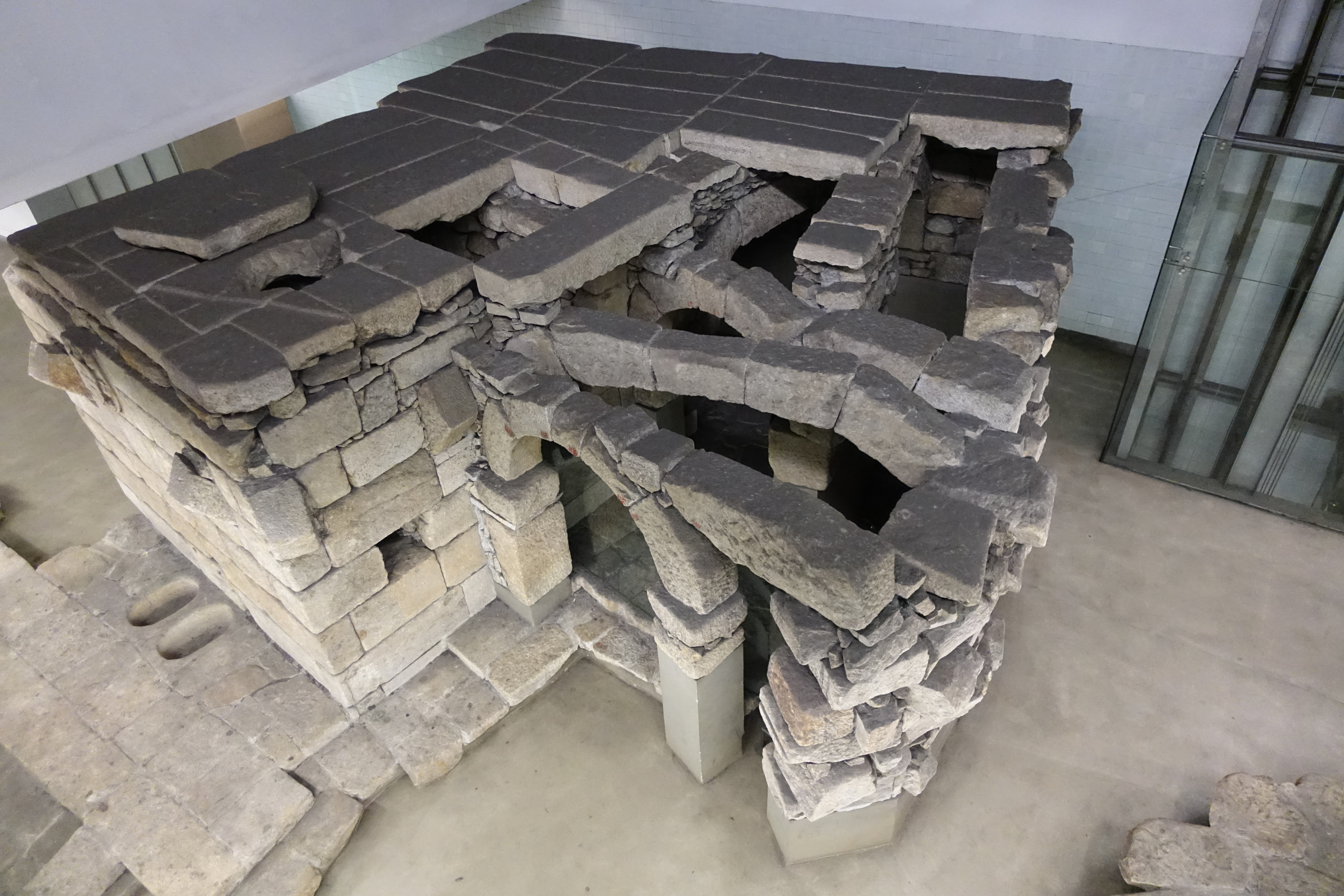
Arca de Água de Mijavelhas na atualidade

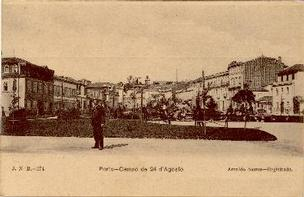
Campo 24 de Agosto (início do século XX)

O Poço ou Arca de Água de Mijavelhas é um reservatório de água construído no século XVI, situado no então Campo de Mijavelhas, actual Campo 24 de Agosto, na cidade do Porto, em Portugal.

## História
A  arca de água de Mijavelhas servia para proporcionar o abastecimento de água à cidade, captando mananciais de água para levar às fontes e chafarizes da cidade, onde os águadeiros se abasteciam. Até Março de 1882, quando foi assinado o contrato para abastecimento ao domicilio entre a Câmara e a Compagnie Général des Eaux pour l'Etranger, os portuenses que não possuíssem poços tinham que se abastecer nas fontes.
Estas fontes eram abastecidas por cursos de água como o manancial do Campo Grande. Uma das fontes que beneficiava da água deste manancial era o chafariz da Rua Chã, abastecido pela arca de água de Mijavelhas, dos seus reservatórios. Esta água era ainda utilizada para regar campos de cultivo e fazer mover as mós de moinhos que funcionavam perto da Quinta do Prado, propriedade do bispo e destinada ao seu recreio e onde, após a vitória dos liberais no Cerco do Porto, foi criado o chamado Cemitério do Repouso. Esta arca, desaparecida a fonte, perdeu utilidade e a sua memória perdeu-se.
O topónimo Mijavelhas é uma designação pitoresca que teve origem, segundo uma antiga tradição, por ser ali que as mulheres se "aliviavam" quando vinham de Valongo e São Cosme à cidade, para vender produtos agrícolas e pão nas feiras de São Lázaro.

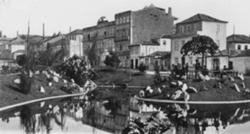
Campo 24 de Agosto

## Reaparecimento
Aquando das escavações para o Metro do Porto, durante a construção da Estação Campo 24 de Agosto, encontrou-se a arca onde se armazenava a água, constituída por um poço com mais de seis metros de profundidade. As ruínas foram incorporadas na estação, e encontram-se lá expostas.